# Palača Stroganov
Palača Stroganov (rusko: Строгановский дворец) je poznobaročna palača na križišču reke Moika in Nevskega prospekta v Sankt Peterburgu, Rusija. Palača je bila zgrajena po načrtih Bartolomea Rastrellija za barona Sergeja Grigorijeviča Stroganova v letih 1753–1754. Notranjost je na prelomu 19. stoletja znova obnovil Andrej Voronihin.
The Stroganov Palace (Russian: Строгановский дворец) is a Late Baroque palace at the intersection of the Moika River and Nevsky Prospect in St. Petersburg, Russia. The palace was built to Bartolomeo Rastrelli's designs for Baron Sergei Grigoriyevich Stroganov in 1753–1754. The interiors were remodeled by Andrei Voronikhin at the turn of the 19th century. 

## Zgodovina
Prva hiša za Stroganove je bila na tem mestu najverjetneje zgrajena v 1720-ih. Bila je enonadstropna stavba. Arhitekt Mihail Zemcov je postavil drugo, dvonadstropno hišo na tem mestu v 1740-ih.
Leta 1752 je baron Sergej Stroganov naročil zasnovo palače italijanskemu arhitektu Bartolomeu Rastrelliju. Ker so bili Stroganovi najbogatejša družina v Rusiji in so bili s poroko povezani s carico, Rastrelli ni mogel zavrniti naročila in je na hitro je pripravil načrt za mestno hišo.
Tako kot palača Voroncov (ki jo je zasnoval Rastrelli za Stroganovega svka Mihaila Voroncova) tudi palača Stroganov ni bila hitro zgrajena. Glavno stopnišče, okrašeno z marmornatimi skulpturami, je vodilo do elegantne Velike dvorane, v kateri je bila prikazana ogromna slika beneškega umetnika Giuseppeja Valerianija. Po smrti Sergeja Stroganova leta 1756 je okraševanje do leta 1760 dokončal njegov sin Aleksander. V nekaj letih je nova carica Katarina II. vnesla neoklasicistični okus. Slog je zagovarjal tudi Aleksander Stroganov, ki je leta 1800 postal predsednik Carske akademije umetnosti.
V 1790-ih in 1800-ih je bil arhitekt Andrei Voronihin zadolžen za prenovo notranjosti v neoklasicističnem slogu. Voronihinova mati je bila služabnica pri Stroganovih in govorice so bile, da je bil njegov oče Aleksander Stroganov. Prvi Voronihinovi prostori so bili Kabinet mineralov, Galerija slik, Knjižnica in kabinet fizike Aleksandra Stroganova. Za Pavla Stroganova sta bili ustvarjeni še dve enfiladi v zahodnem krilu, od katerih je ohranjena Mala risalnica.
Potem ko je leta 1811 Aleksander Stroganov umrl, je palača prešla na njegovega sina Pavla. Pavel Stroganov je imel štiri hčerke, v bitki pri Craonni pa je bil ubit njegov edini sin. Nato je uzakonil Stroganovo dedovanje, to je nedeljivo posestvo, ki bi prešlo na najstarejšega družinskega člana. Ta lastniška veriga se je ohranila do leta 1919, ko je zadnji grof Sergej Stroganov prodal svoje pravice do dediščine. Carlo Rossi je leta 1820 za Aglaido Pavlovno Stroganov okrasil novo stanovanje (pozneje je skoraj v celoti izginilo). Po oktobrski revoluciji leta 1917 so se preostali Stroganovi izselili iz Rusije, palača pa je bila podržavljena. Družinska linija je zdaj izumrla.
Sovjeti so palačo razglasili za nacionalni muzej, ki kaže življenjski slog ruskega plemstva. Leta 1929 so muzej zaprli, večino njegove vsebine (vključno z nekaterimi neprecenljivimi slikami in predmeti) pa so odnesli v muzej Ermitaž. Palačo so izročili botaničnemu inštitutu. Ministrstvo za ladjedelništvo je prostore zasedalo pol stoletja, začenši leta 1939.
Leta 1988 je palačo dobil Ruski muzej in postala je podružnica, v kateri so bile nekatere razstave. Propadajoča stavba je bila med letom 1991 in današnjim trenutkom temeljito in skrbno obnovljena. V skladu z originalnim oblikovanjem Rastrellija so stene zdaj pobarvane svetlo roza (ne temno zelene, kot so bile sredi 20. stoletja). Je ena redkih baročnih struktur na Nevskem prospektu, ki je ohranila svoj prvotni videz.

## Arhitektura
Glavna fasada palače Stroganov je obrnjena na Nevski prospekt. Tu Rastrelli na francoski način ustvari the cour d'honneur, podobno tistemu v zasnovi palače Voroncov, ki jo je zgradil Rastrelli v letih 1744-1750. Do tega časa je Rastrelli razvil svoj slog, ki je temeljil na raziskovanju impresivne fasade, kar pomeni prisotnost treh rizalitov, podrejenost enemu centru, zavrnitev vertikalizacije in raztezanje stavbe vodoravno. Rastrelli daje stavbi enotno maso gibanja proti središču. To spretno poudarja s tem, da je podredil stranske rizalite osrednjemu, impozantni skupini stebrov čisto dekorativnih, brez arhitektonske funkcije, ki namerno vzpostavlja napetost proti sredini izklesane fronte.
Rast plastičnega izražanja proti središču je najljubša metoda arhitekta za ustvarjanje močne koncentracije v stavbi. Rastrelli uporablja kolosalni red, metodo vizualne fuzije oken drugega in tretjega nadstropja, značilne za barok in različno razporeditev stebrov, ki tesno mejijo na steno, da bi ustvarili mojstrski učinek in impresivno baročno fasado, obrnjeno proti Sanktpeterburški glavni prometnici. V delu ruskega arhitekta se brez dvoma odraža dediščina italijanskega arhitekta Guarina Guarinija. Treba je omeniti, da je traktat o arhitekturi Guarina Guarinija v Evropi pridobil na priljubljenosti, vključno z oddaljenim Sankt Peterburgom. Verjetno so bili arhitekti, ki so delali na dvoru ruske carice, tudi sam Rastrelli, ki je bil glavni dvorni arhitekt, seznanjeni z osnovnimi predpisi tega dela in so se pogosto zatekli h konstruktivnim metodam avtorja.
Na fasadi je vhodni lok, podprt z dvema korintskima stebroma. Lok je okronan s pedimentom z grbom Stroganovih. Prostori pod okni na fasadi vsebujejo moški profil. Glede identitete tega človeka obstajata dve praktično anekdotični različici. Po eni verziji je moški prvi lastnik palače, baron Stroganov, ki ga je Rastrelli želel presenetiti. Vendar mnogi zgodovinarji trdijo, da je slavni arhitekt v resnici pustil svoj profil na stenah palače. V skladu s to različico se je Rastrelli odločil, da bo to storil kot nenavaden podpis v počastitev svojega dela.

## Galerija
- Beloselski-Belozerski palača je bila zgrajena v 19. stoletju na nasprotnem koncu Nevskega prospekta kot arhitekturno ogledalo palače Stroganov.

- Palača Stroganov
- Fasada ob reki Moika
- Pogled na palačo iz Zelenega mostu
- Stroganov grb
- Tako imenovano Novo preddverje
- Palača ponoči

- Nekaj slik, ki so včasih visele v palači
- Stroganovska Madona, avtor Duccio di Buoninsegna
- Stroganovska Madonna, Bronzino
- La Boudeuse, Jean-Antoine Watteau
- Jeremija, Rembrandt
- Tit v meniški kuti, Rembrandt